# Ctena decussata
Ctena decussata is een tweekleppigensoort uit de familie van de Lucinidae. De wetenschappelijke naam van de soort werd in 1829 voor het eerst geldig gepubliceerd door Oronzio Gabriele Costa.